# Ovelgönne (Buxtehude)
Ovelgönne (plattdeutsch Öbergünn) ist eine innerhalb der niedersächsischen Stadt Buxtehude  südöstlich gelegene Ortschaft im Landkreis Stade. Ovelgönne und Ketzendorf bilden zusammen die Ortschaft Ovelgönne/Ketzendorf.

## Nachbargemeinden
Im Nordosten grenzt Ovelgönne an Neu Wulmstorf, im Südosten an Wulmstorf und Daerstorf, im Süden an Ketzendorf, im Südwesten an Immenbeck und im Nordwesten an Eilendorfermoor und Ostmoor.

## Geschichte
Im Übergang zu Ketzendorf deuten Funde auf eine Besiedlung der Gegend in einem frühen Abschnitt der mittleren Steinzeit oder Magdalénien (Hamburger Stufe) hin.

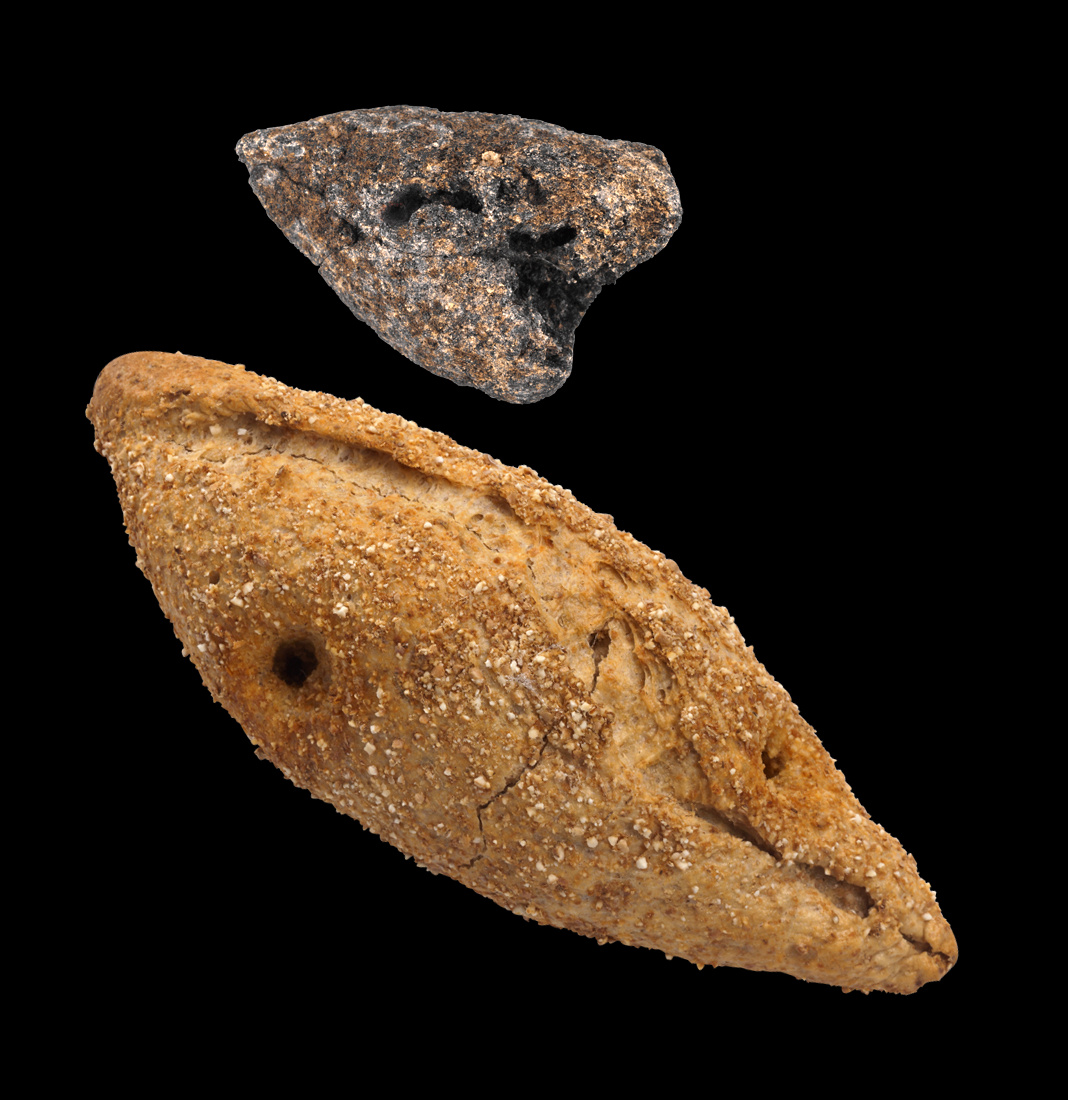
Der Spitzwecken von Ovelgönne mit Rekonstruktionsversuch

1952 fand man den Spitzwecken von Ovelgönne. Er ist Teil eines aus der Vorrömischen Eisenzeit stammenden Brötchens.

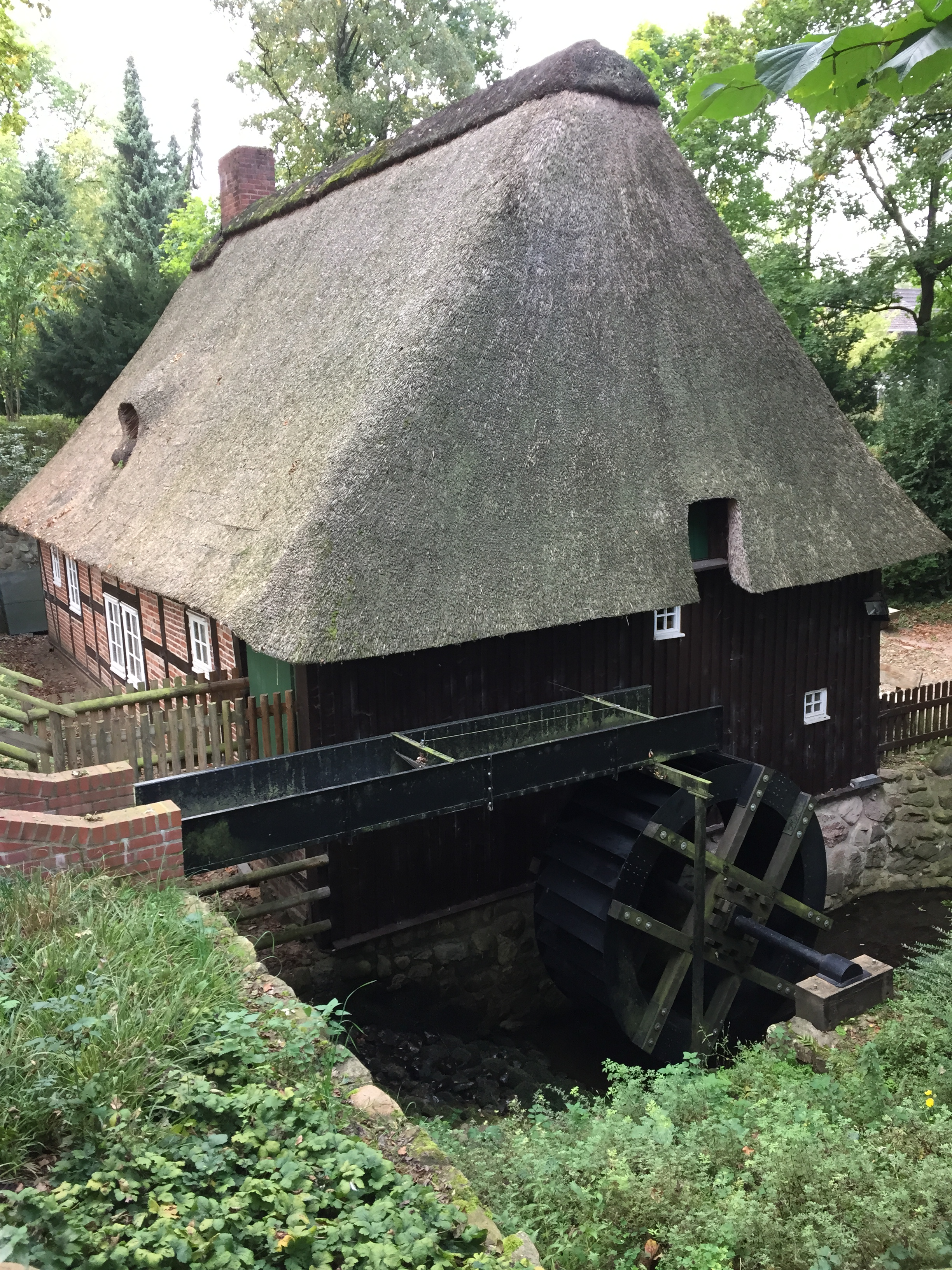
Die Wassermühle am Ketzenbeek

Erstmals wurde Ovelgönne 1566 urkundlich erwähnt. Detlef Schwar errichtete 1674 am Ketzenbeek die oberschlächtige Wassermühle, die bis 1936 im Betrieb war und heute als Dorfgemeinschaftshaus, Kulturdenkmal und Trauzimmer geführt wird.
Der Historiker Artur Conrad Förste führt den Ortsnamen auf das mittelniederdeutsche Wort für Missgunst zurück. Dieser könne als Övelgünne während der Grenzstreitigkeiten des 16. Jahrhunderts zwischen den Hamburger Herzögen und der Stadt Buxtehude entstanden sein. Der Wandel zur heutigen (plattdeutschen) Aussprache Öbergünn (mit r) entspricht der allgemeinen Sprachentwicklung des Niederdeutschen in der Nordheide mit ihrem Übergang von l zu r.
1810 bis 1814 lag Ovelgönne im Mairie Moisburg und damit über das Kanton Buxtehude, dem Arrondissement Lüneburg und dem Département des Bouches de l’Elbe im Französischen Kaiserreich und zählte 105 Einwohner. Nachfolgend lag es bis 1859 im Amt Moisburg (Landdrostei Lüneburg), danach bis 1885 im Amt Tostedt (Landkreis Harburg).

## Einwohnerentwicklung
| Jahr          | 1812 | 1910 | 1925 | 1933 | 1939 |
| ------------- | ---- | ---- | ---- | ---- | ---- |
| Einwohnerzahl | 105  | 251  | 211  | 219  | 232  |

## Eingemeindung
Mit dem Gebietsänderungsvertrag am 1. Juli 1972 wurde Ovelgönne zusammen mit Ketzendorf als Ort und eigenem Ortsbürgermeister in die Stadt Buxtehude eingegliedert, womit es in den Landkreis Stade überging.